# ایراکلی متسیتوری
ایراکلی متسیتوری (به گرجی: ირაკლი მწითური؛ زادهٔ ۱۳ اوت ۱۹۹۵) یک کشتی‌گیر آزادکار اهل کشور گرجستان است.
از افتخارات وی می‌توان به کسب مدال برنز مسابقات قهرمانی کشتی جهان ۲۰۱۹ اشاره کرد.

## مسابقات قهرمانی کشتی جهان ۲۰۱۹
متسیتوری در وزن ۹۲ کیلوگرم کشتی آزاد مسابقات قهرمانی کشتی جهان ۲۰۱۹ نورسلطان حاضر بود که در مسابقه های اول و دوم بندگوز توث از مجارستان و تاکوما اوتسو از ژاپن را شکست داد اما در نیمه نهایی به جیدن کاکس از آمریکا باخت و به دیدار رده‌بندی رفت. وی در دیدار رده‌بندی نورگلی نورگایپولی از قزاقستان را شکست داد و مدال برنز وزن ۹۲ کیلوگرم را بدست آورد.